# Футбольный матч Австрия — Швейцария (1954)
Футбольный матч Австрия — Швейцария прошёл в Лозанне на стадионе «Олимпик де ла Понтез» 26 июня 1954 года в рамках четвертьфинала чемпионата мира 1954 года в Швейцарии. Завершился победой австрийцев над хозяевами со счётом 7:5 и стал самым результативным матчем за всю историю чемпионатов мира.
В немецкоязычной прессе известен как «Горячая битва в Лозанне» (нем. Hitzeschlacht von Lausanne) из-за очень высокой температуры воздуха во время игры (около 40 °С). Швейцарцы, разгромившие в 1/8 финала итальянцев (4:1), уже к 20-й минуте вели 3:0, но затем австрийцы за 9 минут в середине первого тайма сумели забить сразу пять мячей.

## Отчёт
| 26 июня 1954 17:00                                                                         | \| Австрия \| 7:5 (5:4) \| Швейцария \| \| Теодор Вагнер 25′, 27′, 53′ · Альфред Кёрнер[1] 26′, 34′ · Эрнст Оцвирк 32′ · Эрих Пробст 76′ \| Голы \| Робер Балламан 16′, 39′ · Йозеф Хюги 17′, 19′, 58′ \| | Лозанна, Олимпик де ла Понтез Зрителей: 35 000 Судья: Чарли Фолтлесс |
| Примечание: Альфред Кёрнер (Австрия) не реализовал пенальти (42', мимо)                    | |                                                                      |
| Австрия                                                                                    | 7:5 (5:4) | Швейцария                                                            |
| Теодор Вагнер 25′, 27′, 53′ · Альфред Кёрнер 26′, 34′ · Эрнст Оцвирк 32′ · Эрих Пробст 76′ | Голы | Робер Балламан 16′, 39′ · Йозеф Хюги 17′, 19′, 58′                   |

### Составы команд
Австрия: Курт Шмид, Герхард Ханаппи, Леопольд Баршандт, Эрнст Оцвирк (к), Эрнст Хаппель, Карл Коллер, Роберт Кёрнер, Теодор Вагнер, Эрнст Стояспал, Эрих Пробст, Альфред Кёрнер. Тренер: Вальтер Науш.
Швейцария: Эжен Парлье, Андре Нёри, Вилли Кернен, Оливер Эггиман, Роже Боке (к), Шарль Казали, Шарль Антенен, Роже Фонлантен, Йозеф Хюги, Робер Балламан, Жак Фаттон. Тренер: Карл Раппан.

## Рекорды
- Матч стал самым результативным в истории чемпионатов мира по футболу — 12 забитых мячей.
- Первый тайм стал самым результативным таймом в истории чемпионатов мира по футболу — 9 голов.
- Впервые на чемпионате мира команда выиграла матч, уступая по ходу встречи три мяча.
- Матч между Австрией и Швейцарией стал третьей встречей на чемпионатах мира, в которой два игрока сделали хет-трик (Теодор Вагнер и Йозеф Хюги). Йозеф Хюги стал вторым игроком, который сделал хет-трик в матче, который его команда проиграла.